# Artère segmentaire du rein
Les artères segmentaires du rein sont des artères systémiques de l'abdomen qui vascularisent l'ensemble des segments du rein. 

## Origine
Les artères segmentaires du rein sont les branches terminales des deux branches de division de l'artère rénale : les rameaux antérieur et postérieur de l'artère rénale.
Le rameau antérieur donne quatre artère segmentaires : supérieure, inférieure, antéro-supérieure et antéro-inférieure.
Le rameau postérieur donne une artère segmentaire postérieure.
Ces cinq artères divisent le rein en cinq segments portant le nom de leur artère.

## Terminaison
Les artères segmentaires donnent les artères interlobaires du rein, qui deviennent des artères arquées au-dessus des pyramides rénales.